# NGC 7802
NGC 7802 је лентикуларна галаксија у сазвежђу Рибе која се налази на NGC листи објеката дубоког неба.
Деклинација објекта је + 6° 14' 30" а ректасцензија 0h 1m 0,5s. Привидна величина (магнитуда) објекта NGC 7802 износи 13,6 а фотографска магнитуда 14,6. NGC 7802 је још познат и под ознакама UGC 12902, MCG 1-1-8, CGCG 408-7, PGC 81.